# Crotaphytus vestigium
Crotaphytus vestigium är en ödleart som beskrevs av  Smith och TANNER 1972. Crotaphytus vestigium ingår i släktet Crotaphytus och familjen Crotaphytidae. IUCN kategoriserar arten globalt som livskraftig. Inga underarter finns listade i Catalogue of Life.